# Aurélia Mengin
Aurélia Mengin-Lecreulx est une comédienne, réalisatrice et productrice réunionnaise. Elle est la fondatrice et la directrice du festival Même pas peur, le Festival International du film fantastique de La Réunion.
Elle est la première femme réunionnaise à avoir réalisé un long métrage de fiction pour le cinéma.

## Biographie
Issue d'une famille d'artistes avec ses parents Vincent et Roselyne Mengin-Lecreulx  qui sont les fondateurs et directeurs du Lieu d'Art Contemporain à la Ravine-des-Cabris, elle grandit à La Réunion[réf. nécessaire].
Elle suit des études supérieures en économie et mathématiques à la Sorbonne, mais se détourne vers une carrière de comédienne puis de mise en scène.
Elle réalise plusieurs courts métrages entre 2011 et 2015 sélectionnés dans de nombreux festivals internationaux, puis un premier long métrage fantastique en 2018, Fornacis, tourné entièrement en Touraine, indépendant et auto-produit. Le film est remarqué et primé à l'international, obtient 21 sélections officielles et représente la France dans de prestigieux festivals internationaux aux États-Unis, en Angleterre, en Espagne, en Roumanie, en Italie, en Inde, en Afrique du Sud, au Mexique, en Colombie. Il est sélectionné seulement deux fois en France, au festival international de films de femmes de Créteil, puis au festival Désir... Désirs en 2019.
Elle est également la fondatrice du festival Même pas peur qui se déroule depuis 11 ans à Saint-Philippe, commune du Sud sauvage. Chacune des affiches des différentes éditions du festival est un autoportrait d'elle-même dans une mise en scène singulière.
À l'occasion de la journée internationale des femmes de 2018, elle expose pour la première fois ses photographies à Paris, à l'Espace Cinko auX fémininS, dans une exposition collective qui rassemble 40 artistes féminines avec pour thème la lutte des femmes,.
À travers ses films et ses photographies, Aurélia Mengin propose une réflexion artistique sur la place des femmes dans notre société.
Elle est considérée par ailleurs comme une des représentantes du renouveau du cinéma fantastique français.

## Filmographie

### Courts métrages
- 2011 : Macadam transferts
- 2012 : Karma Koma
- 2012 : Interférences
- 2013 : Autopsie des délices
- 2015 : Adam moins Eve
- 2020 : Klaüd

### Long métrage
- 2018 : Fornacis
- 2023 : Scarlet Blue

## Distinctions

### Décorations
- Médaille d'honneur de l'engagement ultramarin, échelon argent (2025)[8]

### Reconnaissances
Pour le long métrage Fornacis :
- 2018 : prix de la mise en scène lors de la 30e édition du Festival international du cinéma de Gérone, Espagne[2].
- 2019 : prix de la meilleure photographie à la 23e édition du QFest de Houston, États-Unis[9].
- 2019 : prix du long métrage fantastique au Festival de Sci-Fi, Terror y Fantasía de Bogota, Colombie.
- 2019 : prix de l'interprétation féminine au Festival de Sci-Fi, Terror y Fantasía de Bogota, Colombie.
- 2019 : prix du montage au Festival de Sci-Fi, Terror y Fantasía de Bogota, Colombie.
- 2019 : prix de la singularité au Cine-Excess International Film Festival and Convention de Birmingham, Royaume-Uni[7].

Pour le long métrage Scarlet Blue :
- 2023 : Mention spéciale pour le traitement original du genre fantastique lors de la 35ème édition du Festival du film de Girona
- 2024 : Prix du meilleur compositeur de musique lors de la 23ème édition du Independent Days International Filmfest

## Articles de Presse
« Aurélia Mengin, Cinéma Brut », Fais pas genre ! https://faispasgenre.com/2024/12/aurelia-mengin-entretien/